# Deroceras parnasium
Deroceras parnasium is een slakkensoort uit de familie van de Agriolimacidae. De wetenschappelijke naam van de soort is voor het eerst geldig gepubliceerd in 1984 door Wiktor.